# Jennifer Eliogu
Jennifer Eliogu es una actriz y cantante nigeriana. Recibió el premio de reconocimiento especial en los City People Entertainment Awards por sus contribuciones a la industria cinematográfica nigeriana. En 2014 por su papel en el empoderamiento femenino, recibió el Premio a la Excelencia en la Conferencia de Liderazgo de Mujeres Africanas que tuvo lugar en los Estados Unidos.

## Biografía
Eliogu es nativa de Idemili en el estado de Anambra, un área geográfica al sureste de Nigeria, pero se crio en el estado de Lagos, al suroeste del país. Obtuvo un diploma de la Universidad de Jos y su título de bachiller universitario en ciencias de la Universidad Estatal de Lagos.

## Carrera
Debutó en Nollywood con la película House On Fire de 1997. Brevemente abandonó la actuación y se dedicó a la música profesionalmente en 2012, con Ifunanya, nominado como Mejor Video de R&B en los Nigeria Music Video Awards (NMVA).

## Filmografía seleccionada
- A Little White Lie (2017)
- A Time To Heal  (2017)
- Plane Crash  (2008)
- Sisters Love  (2008)
- Risky Affair (2004)
- Faces Of Beauty (2004)
- Love And Pride (2004)
- Moment Of Confession (2004)
- My Blood (2004)
- Schemers : Bad Babes (2004)